# Elvira de Subirats
Elvira de Subirats, död 1220, var en andorransk regent. Hon var regent i grevedömet Urgell i Andorra för sin omyndiga dotter Aurembiaix av Urgell 1209–1220.